# 33e cérémonie des Los Angeles Film Critics Association Awards
La 33e cérémonie des Los Angeles Film Critics Association Awards (LAFCA Awards), décernés par la Los Angeles Film Critics Association, a eu lieu le 9 décembre 2007, et a récompensé les films réalisés dans l'année.

## Palmarès
Note : la LAFCA décerne deux prix dans chaque catégorie ; le premier prix est indiqué en gras.

### Meilleur film
- There Will Be Blood
  - Le Scaphandre et le Papillon

### Meilleur réalisateur
- Paul Thomas Anderson pour There Will Be Blood
  - Julian Schnabel pour Le Scaphandre et le Papillon

### Meilleur acteur
- Daniel Day-Lewis pour son rôle de Daniel Plainview dans There Will Be Blood
  - Frank Langella pour son rôle dans Starting Out in the Evening

### Meilleure actrice
- Marion Cotillard pour son rôle d'Édith Piaf dans La Môme
  - Anamaria Marinca pour son rôle d'Otilia dans 4 mois, 3 semaines, 2 jours (4 luni, 3 săptămâni și 2 zile)

### Meilleur acteur dans un second rôle
- Vlad Ivanov pour son rôle de Domnu' Bebe dans 4 mois, 3 semaines, 2 jours (4 luni, 3 săptămâni și 2 zile)
  - Hal Holbrook pour le rôle de Ron Franz dans Into the Wild

### Meilleure actrice dans un second rôle
- Amy Ryan pour ses rôles de Helene McCready dans Gone Baby Gone et de Martha Hanson dans 7 h 58 ce samedi-là (Before the Devil Knows You're Dead)
  - Cate Blanchett pour le rôle de Jude Quinn dans I'm Not There

### Meilleur scénario
- La Famille Savage (The Savages) – Tamara Jenkins
  - There Will Be Blood – Paul Thomas Anderson

### Meilleurs décors
- There Will Be Blood – Jack Fisk
  - Sweeney Todd : Le Diabolique Barbier de Fleet Street (Sweeney Todd : The Demon Barber of Fleet Street) – Dante Ferretti

### Meilleure photographie
- Le Scaphandre et le Papillon – Janusz Kamiński
  - There Will Be Blood – Robert Elswit

### Meilleure musique de film
- Once  – Glen Hansard et Markéta Irglová
  - There Will Be Blood – Jonny Greenwood

### Meilleur film en langue étrangère
- 4 mois, 3 semaines, 2 jours (4 luni, 3 săptămâni și 2 zile)  Roumanie
  - Le Scaphandre et le Papillon  France

### Meilleur film d'animation
(ex æquo)
- Persepolis
- Ratatouille

### Meilleur film documentaire
- Irak, de la dictature au chaos (No End in Sight) de Charles H. Ferguson
  - Sicko de Michael Moore

### New Generation Award
- Sarah Polley pour son film Loin d'elle (Away from Her)

### Career Achievement Award
- Sidney Lumet

### Douglas Edwards Experimental/Independent Film/Video Award
- Pedro Costa – En avant, jeunesse ! (Juventude Em Marcha)